# Bocundji Ca
Bocundji Ca (ur. 28 grudnia 1986 w Biombo) – piłkarz z Gwinei Bissau występujący na pozycji pomocnika.

## Kariera klubowa
Ca zawodową karierę rozpoczynał w sezonie 2004/2005 w klubie FC Nantes. W Ligue 1 zadebiutował 15 stycznia 2005 w wygranym 2:0 meczu ze Stade Rennes. 29 stycznia 2005 w wygranym 1:0 z FC Istres strzelił pierwszego gola w trakcie gry w Ligue 1. W 2007 roku zajął z klubem 19. miejsce w lidze i spadł z nim do Ligue 2. W styczniu 2008 został wypożyczony do zespołu Tours FC, grającego w Championnat National. W sezonie 2007/2008 awansował z nim do Ligue 2. Wówczas Ca został wykupiony przez Tours z Nantes. W Tours grał do końca sezonu 2008/2009, w którym zajął z nim 6. miejsce w Ligue 2.
Latem 2009 roku Ca podpisał kontrakt z pierwszoligowym AS Nancy. Pierwszy ligowy mecz zaliczył tam 8 sierpnia 2009 przeciwko Valenciennes FC (3:1). Po sezonie wypożyczono go do Tours FC.
27 lipca 2011 roku podpisał 3–letni kontrakt z pierwszoligowym Stade de Reims.
| Sezon   | Klub            | Kraj    | Rozgrywki | Mecze | Bramki | Rozgrywki Europy | Mecze | Bramki |
| ------- | --------------- | ------- | --------- | ----- | ------ | ---------------- | ----- | ------ |
| 2004/05 | FC Nantes       | Francja | Ligue 1   | 8     | 1      | -                | -     | -      |
| 2005/06 | FC Nantes       | Francja | Ligue 1   | 19    | 0      | -                | -     | -      |
| 2006/07 | FC Nantes       | Francja | Ligue 1   | 9     | 0      | -                | -     | -      |
| 2007/08 | FC Nantes       | Francja | Ligue 1   | 5     | 0      | -                | -     | -      |
| 2007/08 | Tours FC (wyp.) | Francja | National  | 15    | 2      | -                | -     | -      |
| 2008/09 | Tours FC        | Francja | Ligue 2   | 32    | 1      | -                | -     | -      |
| 2009/10 | AS Nancy        | Francja | Ligue 1   | 17    | 0      | -                | -     | -      |
| 2010/11 | Tours FC (wyp.) | Francja | Ligue 2   | 34    | 0      | -                | -     | -      |
| 2011/12 | Stade de Reims  | Francja | Ligue 2   | 35    | 1      | -                | -     | -      |
| 2012/13 | Stade de Reims  | Francja | Ligue 1   | 32    | 0      | -                | -     | -      |
| 2013/14 | Stade de Reims  | Francja | Ligue 1   | 6     | 0      | -                | -     | -      |
| 2014/15 | Stade de Reims  | Francja | Ligue 1   | 5     | 0      | -                | -     | -      |

Stan na: 26 października 2014 r.